# Chirine Lamti
Chirine Lamti (in arabo شيرين اللمطي‎?; Copenaghen, 13 settembre 1994) è una calciatrice danese naturalizzata tunisina, centrocampista del Cesena e della nazionale tunisina.

## Carriera

### Club
Lamti nasce e cresce con la famiglia a Copenaghen, avvicinandosi fin da piccolissima al gioco del calcio condividendone la passione con il padre e il fratello. Fu il padre, accorgendosi delle sue qualità, a convincerla a iniziare il suo percorso professionale iscrivendola a una piccola società della città natia, il Fremad Valby, all'età di 10 anni.

### Nazionale
Notata dagli osservatori della Federcalcio danese per le prestazioni espresse a livello giovanile nel 2010, non ancora sedicenne, viene convocata per indossare la maglia della selezione under 16, in previsione della doppia amichevole con le pari età della Svezia del 15 e 17 maggio, facendo in quell'occasione il debutto in rappresentanza della Danimarca scendendo in campo in entrambi gli incontri dandole così visibilità nei confronti dei club nazionali alla ricerca di nuovi talenti da inserire nelle squadre femminili.
Per indossare nuovamente la maglia della Danimarca deve attendere qualche anno, quando Nils Nielsen, a quel tempo anche commissario tecnico della nazionale maggiore, la convoca nella formazione under 23 per testarla in un'amichevole con la Finlandia il 26 agosto 2015. Scesa in campo per i primi 60', dopo quella non vi più altra occasione.
Grazie alla doppia nazionalità Lamti coglie l'opportunità di rappresentare la Tunisia con la maglia della sua nazionale maggiore iniziando ad essere convocata dalla Federcalcio tunisina dal 2020, anno nel quale chiamata dall'allora selezionatore Samir Landolsi debutta, siglando una rete, nell'amichevole del 31 gennaio persa 6-3 con il Marocco.

## Palmares

### Club
- Campionato danese: 2

2012-2013, 2014-2015
- Coppa di Danimarca: 3

Brøndby: 2012-2013, 2013-2014, 2014-2015
- Campionato ceco: 1

Slavia Praga: 2021-2022
- Coppa della Repubblica Ceca femminile: 1

Slavia Praga: 2021-2022
- Coppa Italia Serie C: 1

Venezia: 2022-2023